# Recensement de République de Nouvelle-Grenade de 1835
Le recensement de République de Nouvelle-Grenade de 1835 est un recensement de la population lancé en 1835 dans la République de Nouvelle-Grenade (ancien État d'Amérique du Sud correspondant aux actuels pays de Colombie et du Panama). La République de Nouvelle-Grenade comptait alors 1 687 109 habitants.